# Каковкин, Александр Яковлевич
Алекса́ндр Я́ковлевич Како́вкин (16 июня 1938 — 13 августа 2015) — российский искусствовед, египтолог и коптолог. Доктор искусствоведения, ведущий научный сотрудник отдела Востока Эрмитажа.

## Биография
Родился 16 июня 1938 года в деревне Макшеево под Москвой в семье учителя. Рано остался круглым сиротой: отец погиб в августе 1943 г. под Смоленском, мать умерла в июне 1948 года Воспитанник суворовского училища в Оренбурге, затем курсант военно-инженерного училища в Ленинграде (ЛВИОЛКУ им. А. А. Жданова). В 1961 г., по окончании службы в инженерных войсках, поступил на факультет теории и истории искусств Института живописи, скульптуры и архитектуры им. И. Е. Репина в Ленинграде.
В 1966 года принят в аспирантуру отдела Востока при Эрмитаже. После досрочной защиты кандидатской диссертации по художественному серебру средневековой Армении принят в штат отдела Востока, где прошёл все этапы музейного работника ― от лаборанта до ведущего научного сотрудника отдела.
С 1973 года — хранитель коптского собрания музея. Получал многочисленные приглашения зарубежных коллег из Египта, Польши, Германии, Италии, Швейцарии, США для ознакомления с коллекциями и для консультаций за счет приглашающих сторон. Однако при советской власти этим командировкам препятствовал отдел внешних сношений Эрмитажа, расценивавший резкие идеологические высказывания, которые допускал Каковкин, как антисоветские. Лишь с переменой политической ситуации в стране в начале 1990-х годов у Каковкина появилась возможность выезда за границу, изучения памятников коптского искусства зарубежных собраний в подлиннике и встреч со специалистами его профиля в Польше, Германии, Франции.
Научные интересы Каковкина представлены более чем в 450 публикациях (в большинстве своем в академических изданиях) на русском, английском, французском, немецком, армянском, грузинском языках. Работы Каковкина охватывают разнообразный художественный материал по культуре и искусству Армении и средневековой Грузии, древней Руси и Византии. Однако основной сферой его интересов является коптское искусство: он — автор более двухсот разнообразных по тематике статей по коптологии. Они включают едва ли не все области и жанры изобразительного и прикладного искусства христиан долины Нила, существовавшие на протяжении первого тысячелетия нашей эры: монументальная, станковая и миниатюрная живопись, каменная скульптура и деревянная пластика, поделки из кости, глины, металлов, но больше всего работ посвящено коптскому ткачеству. Как правило, публикации посвящены отдельным памятникам или целым группам.
В 1997 года в МГУ им. М. В. Ломоносова Каковкиным защищена докторская диссертация на тему «Коптские ткани: опыт символического осмысления изображений».
С именем Каковкина отечественные и зарубежные коллеги связывают открытие и разработку качественно нового направления в одной из важнейших областей коптологии ― изучении коптского ткачества под углом зрения осмысления символики изображений на тканях. Автор доказывает, что большинство тканых изображений заключало в себе символическое значение охранительного, благопожелательного, спасительного характера. Значительный вклад Каковкина в этом направлении был высоко оценен научной общественностью: в 1991 г. Редакционным советом и редколлегией «Вестника древней истории» он был удостоен премии имени академика Б. Б. Пиотровского.
Каковкин — участник нескольких десятков научных форумов разного уровня по коптологии, византинистике, египтологии, христианской археологии как в России, так и за рубежом.
Александр Яковлевич Каковкин умер после продолжительной болезни 13 августа 2015 года у себя дома, в С.-Петербурге. Похоронен на кладбище Пулковской обсерватории.

## Избранные труды

### 1965
- 1. Памятник резьбы по дереву из собрания Государственного Эрмитажа. (Некоторые иконографические особенности композиции «Сретение» в грузинском средневековом искусстве) // VII Всесоюзная конференция византинистов. Тбилиси, 13-18 декабря 1965. Тезисы докладов. Тбилиси. 1965. С. 70-72.

### 1966
- 2. Грузинский памятник резьбы по дереву из собрания Государственного Эрмитажа // XII конференция Восточного кружка студенческого научно-технического общества [ Института живописи, скульптуры и архитектуры имени И. Е. Репина], 4-6 мая 1966 г. Тезисы докладов. Л. 1966. С. 13-15.
- 3. Об одном портретном изображении на Скеврском складне (1293 г.) из собрания Государственного Эрмитажа // Там же. С. 11-12.

### 1969
- 4. К вопросу о Скеврском складне 1293 года // BB. Т. 30. 1969. С. 195—204.
- 5. Об одном изображении на Скеврском складне // СГЭ. Вып. 30. 1969. С. 30-31.
- 6. Серебряный оклад 1255 года Евангелия 1249 года // ВМ. Вып. 9. 1969. С. 163—171.
- 7. Серебряный крест из Загорска с армянскими надписями // ИФЖ. № 4. С. 283—285.

### 1970
- 8. Памятник армянского художественного шитья XVI века // ИФЖ. 1970. № 3. С. 301—303.
- 9. Памятники армянского художественного серебра XI—XV вв. / Автореферат диссертации на соискание ученой степени кандидата искусствоведения. Л. 1970. 17 с.

### 1971
- 10. Византийский моливдовул с античным сюжетом // ПС. Вып. 23 (86). Византия и Восток. Л. 1971. С. 53-57.
- 11. Грузинская деревянная иконка «Сретение» // СГЭ. Вып. 33. 1971. С. 82-85.
- 12. Каргополь. Альбом. Л. 1971 (вступительная статья — с. 1-10; резюме: англ. яз.— с. 11; франц. яз.— с. 12; нем. яз.— с. 13).
- 13. Об изображении Григория Просветителя на реликварии 1293 года // ВОН. № 11. 1971. С. 84-88.
- 14. Об изображении «заказчика» на мощехранительнице Стефана из Эчмиадзина // СА. № 1. 1971. С. 250—254.
- 15. Образец армянского художественного серебра XV века // ВМ. Вып. 10. 1971. С. 161—169.

### 1972
- 16. Ещё раз к вопросу о заказчике реликвария 1293 года // ВОН. № 6. 1972. С. 77-84.
- 17. Элементы западной иконографии в памятниках художественного серебра средневековой Армении // Конференция «Ближний Восток, Кавказ, Средняя Азия. Проблемы взаимосвязи культур в эпоху средневековья». Ленинград, 20-23 марта 1972 года. Краткие тезисы докладов. Л. 1972. С. 34-35.
- 18. Рец. на вступительную статью Н. С. Степанян к альбому «Декоративное искусство средневековой Армении» // ИФЖ. № 4. 1972. С. 262—268 (в соавторстве с Т. А. Измайловой).

### 1973
- 19. Из истории ювелирного искусства армян Астрахани // ВЕУ. № 3. 1973. С. 286—288.
- 20. К вопросу о византийском влиянии на армянские памятники художественного серебра // ИФЖ. № 1. 1973. С. 49-60.
- 21. Памятник среброделия конца XV века из Тарона // ВМ. Вып. 11. 1973. С. 263—270.
- 22. Хачкар XVI века // СГЭ. Вып. 36. 1973. С. 73-74.
- 23. Хранилище «частиц посоха» апостола Варфоломея из Эчмиадзина // ВОН. № 1. 1973. С. 69-73.
- 24. Рец. на альбом С. С. Давтян «Армянская вышивка» // ДИ. № 11. 1973. С. 48.

### 1974
- 25. Армянская надпись на чаше из Кравеника // СА. № 3. 1974. С. 265—266.
- 26. Изучение армянского средневекового ювелирного искусства (История и современное состояние) // ИФЖ. № 1. 1974. С. 189—199.
- 27. О «реликварии времени Гетума» // ИФЖ. № 3. 1974. С. 263—266.
- 28. Памятник армянского художественного серебра XI века // ВОН. № 10. 1974. С. 108—116.
- 29. The Artistic Heritage of the Armenian Goldsmiths // Armenian Today. Erevan. 1974. № 4. P. 25-27.

### 1975
- 30. Памятники художественного серебра Киликийской Армении // ИФЖ. № 2. 1975. С. 192—208.
- 31. Скеврский триптих 1293 года: замысел заказчика — воплощение мастеров // ВЕУ. № 3. 1975. С. 244—248.
- 32. Фрагменты грузинской чеканки работы мастера Мамне // СГЭ. Вып. 40. 1975. С. 48-50.
- 33. Эпизоды «Истории Иосифа» на коптских тканях Эрмитажа // Научная конференция «Культура и искусство Византии». Ленинград, 6-10 октябрь 1975 г. Краткие тезисы докладов. Л. 1975. С. 19-20.
- 34. Рец. на альбом Л. Р. Азаряна «Хачкары» // ДИ. № 9. 1975. С. 44-45.

### 1976
- 35. Картина В. Суренянца в Эрмитаже // ИФЖ. № 1. 1976. С. 289—291.
- 36. Книжные оклады-переплеты из серебра и золота средневековой Армении // II Республиканская научная конференция по проблемам культуры и искусства Армении. Ереван, 5-8 мая 1976 г. Тезисы докладов. Ереван. 1976. С. 141—143 (на арм. яз.— с. 43-45).
- 37. Новые данные об армянах-ювелирах в Астрахани // ВАА. № 2. 1976. С. 136—138.
- 38. Образ Григория Армянского на некоторых памятниках древнерусского искусства // ИФЖ. № 2. 1976. С. 136—138.
- 39. Серебряный переплет 1347 года работы Григора // ВОН. № 3. 1976. С. 79-84.
- 40. Элементы западной иконографии в армянских памятниках художественного серебра XIII—XVI вв. // ВВ. Т.37. 1976. С. 212—218.

### 1977
- 41. Армянский серебряный ковш XVI века. // ВОН. № 1. 1977. С. 76-81.
- 42. Гарегин Овсепян — исследователь армянского ювелирного искусства (на арм. яз.) // ИФЖ. № 1. 1977. С. 260—261. Перепечатано: «Эчмиадзин». Журнал Армянского католикосата. Эчмиадзин. 1977. № 7. С. 50-52.
- 43. Изображения армянских исторических лиц на памятниках золотого и серебряного дела средневековой Армении // III Республиканская научная конференция по проблемам культуры и искусства Армении. Ереван, 4-7 мая 1977 года. Тезисы докладов. Ереван. 1977. С. 127—129 (на арм. яз.— с. 35-37).
- 44. Искусство Византии в собраниях СССР. Каталог выставки. М. 1977. Т. I—II (разделы по коптскому искусству).
- 45. Наследие армянских златокузнецов // Газета «Комсомолец» (Ереван). № 100 (4984), 20 авг. 1977. С. 4.
- 46. Памятник армянского среброделия из Саратовского музея // ИФЖ. № 3. 1977. С. 282—284.
- 47. Памятник армянского художественного серебра XIII века // ВОН. № 9. 1977. С. 76-88.
- 48. Свадебный золотой медальон с армянской и грузинской надписями // II Международный симпозиум по грузинскому искусству. Тезисы докладов. Тбилиси. 1977. 1 с.
- 49. Рец. на кн.: С. С. Давтян «Армянский карпет» // ДИ. № 7. 1977. С. 45. 1978.

### 1978
- 50. Выдающийся памятник армянского искусства (Скеврский реликварий 1293 года) // II Международный симпозиум по армянскому искусству. Тезисы докладов. Ереван. 1978. С. 8.
- 51. Коптские ткани из фондов Эрмитажа. Каталог выставки. Л. 1978. 71 с. [ Рец.: Трубинов Ю. В. // ВВ. Т. 42. 1981. С. 205—206 ].
- 52. О ювелирном искусстве в армянских колониях XV—XVII веков // ВОН. № 8. 1978. С.44-54.
- 53. Первый исследователь Скеврского триптиха // ИФЖ. № 2. 1978. С. 279—282.
- 54. Переплеты из золота и серебра средневековых армянских рукописей // [Институт истории искусств АН Арм. ССР, Государственный музей искусств народов Востока ]. Научные сообщения. Вып. 10. М. 1978. С. 62-69.
- 55. Скеврский складень 1293 года: итоги исследований за 150 лет // ВОН. № 1. 1978. С. 92-97.
- 56. Эрмитаж (на арм. яз.) // Армянская Энциклопедия. Т. IV. Ереван. 1978. С. 96-97.
- 57. Un remarqable monument de l’art arménien. (Le reliquaire en forme de triptique de Skévra 1293) // II International Symposium on Armenian Art. Yerevan. 1978. 7 p.

### 1979
- 58. Выдающийся памятник армянского искусства (на арм. яз.) // ВЕУ. № 3. 1979. С. 118—135.
- 59. Два памятника коптского ткачества с библейскими сценами .// СГЭ. Вып. 44. 1979. С. 57-59.
- 60. Изображения армянских исторических лиц на памятниках золотого и серебряного дела средневековой Армении // ВВ. Т. 40. 1979. С.153-156.
- 61. Материалы о реставрации Скеврского триптиха в 1900 году // ВОН. № 4. 1979. С. 99 — 104
- 62. Памятники художественной культуры из армянской церкви Екатерины в Петербурге // IV Республиканская научная конференция по проблемам культуры и искусства Армении. Ереван, Сардарапат, 18-22 сент. 1979 года. Тезисы докладов. Ереван. 1979. С. 214—216.
- 63. Рукописное наследие Я. И. Смирнова по вопросам культуры, искусства и истории Армении // ВАА. № 3. 1979. С. 185—186.
- 64. Фаюмские портреты в Эрмитаже. Каталог выставки. Л. 1979. 16 с.

### 1980
- 65. Живописные погребальные портреты из Египта (К вопросу об эллинистических традициях в памятниках станковой живописи Египта IV—VI вв.) // Всесоюзный симпозиум по проблемам эллинистической культуры на Востоке. Май 1980. Тезисы докладов. Ереван. 1980. С. 34-35.
- 66. Памяти Владимира Георгиевича Бока (1850—1899) // ВДИ. № 1. 1980. С. 229—230.
- 67. Памятник армянского среброделия XIV века // ВОН. № 10. 1980. С. 69-80.
- 68. Памятник армянского среброделия XVIII века из Матенадарана (на арм. яз.) // ИФЖ. № 1. 1980. С. 223—228.
- 69. Серебряный переплет 1663 года мастера Тер-Ованеса Багишеци // ВМ. Вып. 13. 1980. С. 223—228.
- 70. Три памятника коптской скульптуры // СГЭ. Вып. 45. 1980. С.57-59.
- 71. Эпизоды «Истории Иосифа» на коптских тканях Эрмитажа // КВ. Вып. 2. 1980. С. 116—142.

### 1981
- 72. Армяне в Египте. // Конференция «Культурные взаимосвязи народов Средней Азии и Кавказа с окружающим миром в древности и средневековье». Тезисы докладов. М. 1981. С. 59-60.
- 73. Владимир Георгиевич Бок // НАА. № 6. 1981. С. 121—124.
- 74. Выдающийся памятник армянского искусства (Скеврский складень-реликварий 1293 года) // II Международный симпозиум по армянскому искусству. Сборник докладов. Ереван. 1981. С. 108—113.
- 75. Коптская ткань с изображением Ганимеда // ВДИ. № 1. 1981. С. 119—129.
- 76. Коптский тканый медальон с изображением мученичества св. Феклы // ВВ. Т. 42. 1981. С. 139—142.
- 77. Надгробный портрет из Коптоса (К вопросу о связях Египта и Сирии во II—III вв.) // СГЭ. Вып. 46. 1981. С. 48-49.
- 78. Новый памятник армян Кесарии // ВОН. № 8. 1981. С.73-74.
- 79. О Скеврском реликварии 1293 года // [ Всесоюзный научно-исследовательский институт реставрации ]. Художественное наследие. Хранение, исследование, реставрация. Вып. 7 (37). М. 1981. С. 208—212.
- 80. Памятники художественного серебра из армянской церкви св. Екатерины в Петербурге // ИФЖ. № 2. 1981. С. 213—221.
- 81. The Significance of the Frescoes of the Church of San Grigor of Tigran Honents (1215) at Ani // Third International Symposium on Armenian Art. Summaries of the Papers. Milano-Vicenza. 1981. P. 46 (in italian — p. 22).

### 1982
- 82. Армяне в средневековом Египте (К вопросу о культурных связях армян и египтян) // ИФЖ. № 1. 1982. С. 150—158.
- 83. Изображения Гутума II и Эачи Прошяна на памятниках торевтики (К вопросу о стилистических направлениях в армянском искусстве рубежа XIII—XIV вв.) // V Республиканская научная конференция по проблемам культуры и искусства Армении. Ереван, 12-16 октября 1982 года. Тезисы докладов. Ереван. 1982. С. 333—335 (на арм. яз.— с. 109—111).
- 84. Коптская бронзовая фигурка орла // СГЭ. Вып. 47. Л. 1982. С. 50-53.
- 85. Об определении сюжета на раннесредневековой гемме Эрмитажа // КВ. Вып. 3. Ереван. 1982. С. 168—172.
- 86. Памятники культуры Востока. Вопросы этнических реконструкций. [Информация о научной конференции в Эрмитаже, посвященной 60-летию отдела Востока Государственного Эрмитажа, 2-5 дек. 1980 года] // СИ. № 1.1981. М. 1982. С. 367—370.
- 87. Серебряный ковш XIV века из Александрополя // ВОН. № 3. 1982. С. 82-85.
- 88. Страница армяно-византийских отношений в IX веке (О причинах популярности Лусаворича в Византии) // ВЕУ. № 1. 1982. С. 134—137.
- 89. Рец. на кн.: C. Nauerth. Koptische Textilkunst. Trier, 1978. // ВВ. Т. 43. 1982. С. 281—282.

### 1983
- 90. Армянская серебряная чаша XVIII века из собрания Эрмитажа (на арм. яз.) // ВОН. № 1. 1983. С. 75-76.
- 91. Временная выставка "Египетский портрет IV в. до н. э.— VII в. н. э. // СГЭ. Вып. 48. 1983. С. 58.
- 92. Две коптские ткани с изображением Давида из собрания Эрмитажа // ВВ. Т.44. 1983. С. 182—185.
- 93. К вопросу о первоначальном виде чеканной иконы «Преображение» из Зарзмы // IV Международный симпозиум по грузинскому искусству. Тбилиси, 23 мая — 2 июня 1983 года. Тбилиси. 1983. 8 с.
- 94. Новый памятник армянской эпиграфики из Крыма // ИФЖ. № 1. 1983. С. 231—234.
- 95. Образец коптской керамики // СГЭ. Вып. 48. 1983. С. 40.
- 96. Памятник станковой живописи доиконоборческого периода // [Всесоюзный научно-исследовательский институт реставрации]. Хранение, исследование, реставрация. Вып. 8 (38). М. 1983. С. 47-55.
- 97. Роспись церкви Григория Тиграна Оненца (1215 г.) в Ани: иконографический состав и идейный замысел // ВЕУ. № 2. 1983. С. 106—114.
- 98. Vladimir Bok (1850—1899) // Africa in Soviet Studies / Annual 1983. Moscow. 1983. P. 264—268.
- 99. Рец. на кн.: A. Effenberger. Koptische Kunst. Ägypten in spätantiker, byzantinischer und frühislamischer Zeit. Leipzig, 1975 // ВВ. Т. 44. 1983. С. 262—264.
- 100. Рец. на кн.: E. Eggebrecht. Spätantike und koptische Textilien. Mainz am Rhein, 1978 // Там же. С. 265—266.

### 1984
- 101. Античная тематика в коптском искусстве // II Всесоюзный симпозиум по проблемам эллинистической культуры на Востоке. Май 1984 г. Тезисы докладов. Ереван. 1984. С. 30-32.
- 102. Историко-литературные свидетельства о ювелирном искусстве Киликийской Армении // ИФЖ. № 3. 1984. С. 161—165.
- 103. [IV международный симпозиум по грузинскому искусству. Тбилиси, 23 мая — 2 июня 1983 г.]. Секция IV: Средневековая скульптура и прикладное искусство // СИ, 83. Вып. 1 (18). М. 1984. С. 370—371.
- 104. Серебряный переплет 1334 г. Евангелия 1332 г. из Иерусалима // Армянское искусство. Сборник статей. Т. 2. Ереван. 1984. С. 86-95.
- 105. Стелы «группы Ком Абу Билу» в собрании Эрмитажа // Скульптура в музее. Сборник статей. Л. 1984. С. 23-38.
- 106. Переплет армянской рукописи из собрания Эрмитажа (Vз — 165) // ИФЖ. № 1. 1984. С. 225—228.
- 107. Поздний памятник коптской живописи из собрания Эрмитажа // КВ. Вып. 4. Ереван. 1984. С. 218—223.
- 108. Историко-культурные свидетельства о ювелирном искусстве Киликийской Армении // ИФЖ. № 3. 1984. С. 161—165.
- 109. Il significato degli affreschi della chiesa di S. Gregorio di Tigran Honents (1215) ad Ani // Atti del Terzo Simposio Internazionale di arte Armenia, 1981. 25 settembre — 1 ottobre. Venezia. 1984. P. 340—342.
- 110. Рец. на кн.: Nubia Christiana. T. I. Warszawa, 1982. // НАА. № 1. 1984. С. 192—195.

### 1985
- 111. Два памятника коптского ткачества с эпизодами «Истории Иосифа» // СГЭ. Вып. 50. 1985. С. 40-44.
- 112. Житийная икона Григория Лусаворича из собрания Русского музея // ИФЖ. № 3. 1985. С. 196—202.
- 113. Из истории портретных изображений средневековой Армении // ВОН. № 7. 1985. С. 55-60.
- 114. К вопросу о символике изображений на коптских тканях // Культурное наследие Востока. Проблемы, поиски, суждения. Сборник статей к 75-летию академика Б. Б. Пиотровского. Л. 1985. С. 209—215.
- 115. О датировке росписей часовни, притвора и церкви св. Григория (1215 г.) в Ани // IV Международный симпозиум по армянскому искусству. Тезисы докладов. Ереван. 1985. С. 137—139.
- 116. XI-я Всесоюзная сессия по проблемам византиноведения и средневековой истории Крыма (Севастополь, 20-24 сентября 1983 г.) // СИ. Вып. 1 (19). 1983. М. 1985. С. 389—390.
- 117. Фрагмент краснолакового блюда из Сохага // Художественные памятники и проблемы культуры Востока. Сборник статей [памяти Я. И. Смирнова]. Л. 1985. С. 66-70.
- 118. De la datation des fresques de la chapelle, du parvis et de l’eglise Saint-Gregoir (1215) à Ani // The Fourth International Symposium on Armenian Art. Theses of Reports. Yerevan. 1985. P. 174—177.
- 119. Рец. на кн.: Г. Овсепян. Материалы и исследования. Т. I. (на арм. яз.). Ереван, 1983. // ВЕУ. № 1. 1985. С. 234—235.
- 120. Рец. на кн.: J. Trilling. The Roman Heritage: Textiles from Egypt and the Eastern Mediterranean 300 to 600 A.D. Washington, 1982. // ВДИ. № 3. 1985. С. 184—187.

### 1986
- 121. Коптские ткани // ЮХ. № 4. 1986. С. 33-34.
- 122. Мастер Геворк из Тифлиса // Газета «Коммунист» (Ереван), № 108 (15787). 4 мая 1986 г. С. 3.
- 123. А. Л. Якобсон. [ Некролог ]. // ВВ. Т. 46. 1986. С. 282—285.
- 124. Рец. на кн.: D. Renner. Die koptischen Textilien in den Vatikanischen Museen. Wiesbaden, 1982. // Там же. С. 239—242.
- 125. Рец. на кн.: Д. Стојановиħ. Коптске тканини. Београд, 1980. // ВВ. Т. 47. 1986. С. 261—263.
- 126. Рец. на кн.: C.E. Zijdevveld, A.C. Lopes Cardozo. Koptische Weefselfs. Haag, 1982. // Там же. С. 263—264.

### 1987
- 127. «Великий золотых дел мастер» Варазо // ИФЖ. № 1. 1987. С. 234—235.
- 128. Иконы Эчмиадзинского собрания // VI Республиканская научная конференция по проблемам культуры и искусства Армении. Ереван, 2-4 июня 1987 г. Тезисы докладов. Ереван. 1987. С. 138—140.
- 129. Международная конференция по нубиологии // НАА. № 4. С. 154—156.
- 130. О датировке росписей храма св. Григория (1215 г.) в Ани, его часовни и притвора // ВВ. Т. 48. 1987. С. 108—115.
- 131. Ранние образцы коптских вышивок // СГЭ. Вып. 52. 1987. С. 40-42.
- 132. Страница истории изучения памятников Ани Н. П. Сычевым // ВОН. № 2. 1987. С. 91-94.
- 133. Les kinjals de maître Guéourk // Ani. Cahiers Arméniens. Revue du Centre de Recherches sur Diaspora Arménienne. № 2, 1-er semestre. Paris/ 1987. P. 35-36.
- 134. Рец. на кн.: M. Baerlocher. Grundlangen zur Systematischen Erfassung koptischer Textilen. Basel, 1983 // ПС. Вып. 29 (92). История и филология. 1987. С. 169—170.
- 135. Рец. на кн.: M. Gächter-Weber. Koptische Gewerbe. St. Gallen, 1981 // ВВ. Т. 48. 1987. С. 209—210.
- 136. Рец. на кн.: D. Renner. Die spätantiken und koptischen Textilien im Hessisschen Landesmuseum in Darmstadt. Wiesbaden, 1985 // Там же. С. 208—209.

### 1988
- 137. Армянские мастера золотого и серебряного дела VIII—XVI вв. // ИФЖ. № 2. 179—185.
- 138. Вновь обнаруженные фрагменты чеканной иконы «Преображение» из Зарзмы // Восточное Средиземноморье и Кавказ в IV—XVI вв. Сборник статей. Л. 1988. С. 105—112.
- 139. Изображения на коптских тканях: украшения или символы ? // Там же. С.37-66.
- 140. Несколько замечаний об образе Моисея на реликварии 1293 года // ИФЖ. № 1. 1988. С. 241—242.
- 141. Образ Геракла в искусстве эллинистического и коптского Египта // III Всесоюзный симпозиум по проблемам эллинистической культуры на Востоке. Ереван, май 1988 г. Тезисы докладов. Ереван. 1988. С.30-32.
- 142. Об уточнении сюжета на одном памятнике византийской скульптуры V века // КВ. Вып. 6. 1988. С. 217—222.
- 144. Рец. на кн.: Nubia Christiana. T. I. Warszawa, 1982 // ВВ. Т. 49. 1988. С. 237—240.
- 143.Рец. на кн.: A. Baginski, A. Tidhar. Textiles from Egypt 4th-13th Centuries C.E. Tel-Aviv, 1980 // Там же. С. 224—226.

### 1989
- 145. Житийный цикл Лусаворича в храме Тиграна Оненца 1215 года // ВЕУ. № 3. 1989. С. 107—113.
- 146. Заседание «Проблемы коптского искусства» [ Эрмитаж, отдел Востока, 14 декабря 1988 г.] // ВДИ. № 4. 1989. С. 197—198.
- 147. К вопросу о первоначальном виде чеканной иконы «Преображение» из Зарзмы // IV Международный симпозиум по грузинскому искусству. Тбилиси, 23 мая — 2 июня 1989 г. Сборник докладов. Т. I. Тбилиси. 1989. С. 501—508.
- 148. Коптская коллекция Эрмитажа за сто лет // История Эрмитажа и его коллекций. Сборник научных трудов. Л. 1989. С. 89-95.
- 149. Сцена «Чудесное явление животворящего столпа» в росписи храма Григория (1215 г.) в Ани // Зограф. Вып. 20. Београд. 1989. С. 30-32.
- 150. Рец. на кн.: С. Х. Мнацаканян. Ахтамар (на арм. яз.). Ереван, 1983 // ВВ. Т. 50. 1989. С. 201—203.
- 151. Рец. на кн.: Macedonian Studies, N.S. 1. Vol. I. Wien, 1987 // Там же. С. 230.

### 1990
- 152. Государственный Эрмитаж [Информация о научно-тематическом заседании отдела Востока, посвященном 100-летию коптской коллекции музея] // НАА. № 1. 1990. С. 167—168.
- 153. Дополнения к библиографическим указателям по коптологии // Там же. С. 199—202.
- 154. Заметки об особенностях житийного цикла Григория Просветителя в церкви Тиграна Оненца // ИФЖ. № 2. 1990. С. 227—236.
- 155. Коптский памятник живописи с изображением античного героя // ПКНО. Ежегодник, 1989. М. 1990. С. 173—179.
- 156. Нечволодов С. Д. // Stanislav Netšvolodov. Skulptuur, Graafika, Medal. Näituse kataloog. Tartu. 1990. С. 5-6 (на эст. яз.), с. 12-13 (на русс. яз.).
- 157. О двух группах коптских памятников с античными сюжетами // ВДИ. № 1. 1990. С. 80-92.
- 158. О риторике и фаюмских портретах // ВДИ. № 3. 1990. С. 169—171.
- 159. Памятник резьбы по кости с изображением фантастического существа // СГЭ. Вып. 54. 1990. С. 38-39.
- 160. Стела VI—VII веков // Там же. С. 39-40.
- 161. Шестые чтения памяти В. Г. Луконина // ВДИ. № 3. 1990. С. 229—230.
- 162. L’art copte de l’Ermitage // Coptic Studies. Act of the Third International Congress of Coptic Studies. Warsaw, 20-25 august 1984. Varsovie. 1990. P. 179—186.
- 163. Рец. на кн.: Выдающийся русский востоковед В. С. Голенищев и история приобретения его коллекции в Музей изящных искусств (1909—1912). М., 1987 // НАА. № 6. 1990. С.178-181.

### 1991
- 164. Владимир Георгиевич Бок // ВЭ. 1991. С. 40-41.
- 165. Древнеегипетские мотивы на коптских тканях // Мировая культура. Традиции и современность. Л. 1991. С. 105—111.
- 166. К вопросу о ктиторском портрете в церкви св. Григория 1215 года в Ани // ВОН. № 1. 1991. С. 126—133.
- 167. Коптский Египет // Византия и византийские традиции. Памятники из фондов Эрмитажа и Русского музея. Путеводитель по выставке. Л. 1991. С. 29-34.
- 168. Коптский Египет и Византия: культурные и художественные взаимоотношения // XVIII Международный конгресс византинистов. Москва, 8-15 авг. 1991 г. / Резюме сообщений. Т. I. М. 1991. С. 503—504.
- 169. Коптская коллекция Эрмитажа // ВЭ. 1991. С. 41-48.
- 170. Коптские ткани как исторический источник // ВИД. Вып. XXIII. Л. 1991. С. 50-60.
- 171. Музей Центрального училища технического рисования барона А. Л. Штиглица // ВЭ. 1991. С. 48-50.
- 172. Образ Дафны в коптском искусстве // XVIII Международный конгресс византинистов. Москва, 8-15 авг. 1991 г. / Резюме сообщений. Т. I. М. 1991. С. 505.
- 173. О коптских тканых завесах с изображениями орантов // Византийское искусство и литургия. Новые открытия. Краткие тезисы докладов научной конференции памяти А. В. Банк. 11-12 апреля 1990 г. Л. 1991. С. 11-12.
- 174. Рельеф с изображением святого Георгия из Судака // Проблемы истории Крыма. Тезисы докладов научной конференции 23-28 сент. 1991 г. Вып. 1. Симферополь. 1991. С. 13-15 (в соавторстве с И. А. Барановым).
- 175. Средневековые древности Армении и Грузии // ВЭ. 1991. С. 71-74.
- 176. Уникальная коптская ткань с эпизодом истории Давида // ВВ. Т. 52. 1991. С. 238—241.
- 177. Церковь св. Григория (1215 г.) в Ани: итоги исследований за 150 лет // XVIII Международный конгресс византинистов. Москва, 8-15 авг. 1991 г. / Резюме сообщений. Т. I. М. 1991. С. 506—507.
- 178. Яков Иванович Смирнов (1869—1918) // ВЭ. 1991. С. 50-54.
- 179. The Image of Daphnae in Coptic Art // Sesto Congresso Internazionale di Egittologia. Sixth International Congress of Egyptology. Torino, September, 1st — 8th,1991. Abstracts. P. 248—249.
- 180. Sur certain monuments copte de l’Ermitage (Leningrad) // Resümees der Plenumsvorträge und Kurzreferate. 12. Internationaler Kongress für christlische Archäologie. Bonn, 22. bis 28. September 1991. 1 S.
- 181. Рец. на кн.: A. Effenberger. Früchristlische Kunst und Kultur. Leipzig, 1986 // ВВ. Т. 51. 1991. С. 227—228.

### 1992
182. Армянские надписи из Египта, скопированные французским археологом (на арм. яз.) // ИФЖ. № 1. 1992. С. 220—221.
183. Крупнейшие мировые собрания коптских памятников // ВДИ. № 2. 1992. С. 211—218.
184. Международная конференция коптологов в Перигё // Там же. С.233.
185. Татьяна Алексеевна Измайлова (1907—1989) [некролог] // ВВ. Т. 53. 1992. С.220.
186. Le tissu copte de 7e-8e siècle du Musée Metropoliten // GM. Heft 130. 1992. P. 55-58.
187. Le personnage de Dafné dans l’art copte // Sesto Congresso Internazionale di Egittologia / Atti. Vol. I. Torino. 1992. P. 351—356.
188. The Coptic Bronze Lamp of 8-9th Centuries from the Hermitage Collection // GM. Heft 130. 1992. P. 25-31.
189. The Coptic Stele of Pantona from the Hermitage Collection // East and West. Vol. 42. N 1. Rome. March 1992. P. 157—160.
190. Un monument copte de la peinture et de la littérature de l’Ermitage // GM. Heft 128. 1992. P. 95-103.
191. Vladimir de Bock (1850—1899) // GM. Heft 131. 1992. P. 61-66.
192. Рец. на кн.: C. Nauerth. Koptische Stoffe. Frankfurt am Main, 1986 // Там же. С. 202—203.
193. Рец. на кн.: Les Kellia. Ermitages coptes en Basse-Egypte. Geneve, 1990 // Там же. С. 204—205.
194. Рец. на кн.: M. Martiriani-Reber. Lyon. Musée Historique des tissus. Soieries sassanides, coptes et byzantines Ve-XIe siècles. Paris, 1986 // Там же. С. 203—204.
195. Рец. на кн.: Wystawa «Stuka koptyiska». Warszawa, 1984 // ВВ. Т. 53. 1992. С. 200—201.

### 1993
196. Ветхозаветная тематика в коптском искусстве // ПС. Вып. 32 (95). 1993. С. 43-47.
197. Два литургических памятника из Египта // Вестник Шелкового пути. Археологические источники. Вып. 1. М. 1993. С. 156—159.
198. Две коптские ткани с эпизодом из «Одиссеи» // ВВ. Т. 54. 1993. С. 165—169.
199. Из коллекций академика Н. П. Лихачева. Каталог выставки. СПб. 1993. С. 38, 41-44.
200. Некоторые соображения о коптской ткани № 7035 из музея Бенаки // ЭЧ памяти Б. Б. Пиотровского. Краткое содержание докладов. СПб. 1993. С. 41-43.
202. On a Coptic Tapestry from the Collection of Аustrian Museum of Applied Art // MS. N.S. Vol. X, 3-4, 1993 (Vol. VII). Vienna. 1993. P. 3-13.
203. Un groupe d’encensoirs de bronze copte de la collection de l’Ermitage // GM. Heft 136. 1993. P. 43-55.
204. Une étoffe copte avec l’image au sujet d’une parabole du Livre de Barlaam et Josaphat // GM. Heft 134. 1993. P. 55-61.
205. Quelques remarques sur lex faux dans l’art copte // MC. № 21-22. April 1993. P. 263—264.
206. Some Remarks on False Coptic Monuments. (To the Problem of Coptic Forgeries) // Acts of Fifth International Congress of Coptic Studies. Washington, 12-15 August 1992. Vol. 2. Papers from the Sections (Part 1 and 2). Roma. 1993. P 227—233.
207. D’une tissu copte du Musée Allemand des tissus à Krefeld // GM. Heft 132. 1993. P. 67-72.
208. Рец. на кн.: P. Bichler. Antike koptishe Textilien aus Österreichischen Privatbesitz. Schallaburg, 1989 // ПС. Вып. 32 (95). 1993. С. 123—124.
209. Рец. на кн.: Byzantinische Mozaiken aus Jordanien. Wien, 1986 // Там же. С. 118, 121.
210. Рец. на кн.: Dans le pas de J. Clédat. L’Egypte en Perigord. Catalogue raisonne de l’exposition. Paris, Louvain, 1991 // ВДИ. № 3. 1993. С. 211—212 (в соавторстве с А. О. Большаковым).
211. Рец. на кн.: J. Lafontaine-Dosogne. Textiles coptes des Musée Royaux d’art et d’histoire. Bruxelles, 1988 // Там же. С. 122—123.
212. Рец. на кн.: M.-H. Rutschowscaya. Catalogue des bois de l’Egypte copte. Paris, 1986 // Там же. С. 118—119.

### 1994
213. Второй сон патриарха Иосифа на коптских тканях // Российское византиноведение. Итоги и перспективы. Тезисы докладов и сообщений на Международной конференции, посвященной 100-летию «Византийского временника» и 100-летию Русского Археологического института в Константинополе. Санкт-Петербург, 22-24 мая 1994 г. М. 1994. С. 54-56.
214. Книжные переплеты из серебра из Армянской церкви св. Екатерины в Петербурге // ВМ. Вып. 16. 1994. С. 150—155.
215. Международная конференция коптологов в Лиможе // ВДИ. № 3. 1994. С. 259.
216. О двух коптских тканях с изображением двенадцати подвигов Геракла // Византия и Ближний Восток. Сборник научных трудов. Памяти А. В. Банк. СПб. 1994. С. 41-54.
217. О литургической интерпретации ранних апсидных программ (Роспись часовни XXVIII в Бауите) // Восточнохристианский храм. Литургия и искусство. СПб. 1994. С. 148—153.
218. Первая выставка коптского искусства в России // ВВ. Т. 55 (80). 1994. С. 47-52.
219. Уникальная коптская стела V века из Копенгагена // Международная конференция «Византия и народы Причерноморья в раннем средневековье (IV—IX вв.)». Симферополь, 21-27 сентября 1994 г. Тезисы докладов. Симферополь, 1994. С.27.
220. Eine Tonlampe des 4.-5. Jh. aus Ägypten in der Ermitage // GM. Heft 143. 1994. P. 85-86.
221. La scène unique de la peinture mural dans une chapelle à Baouît // GM. Heft 138. 1994. P. 27-36.
222. Les auteles en bronze de l’Egypte dans la collection de l’Ermitage (Saint-Pétersbourg) // GM. Heft 141. 1994. P. 55-65.
223. The Coptic Collection // Great Art Treasures of Hermitage Museum, St.-Petersburg. Vol. I. New York. 1994. P. 356—365.
224. The Coptic Collection of the Hermitage // Ancient Civilizations from Scythia to Syberia. Vol. 2. Leiden. 1994. P. 224—229.
225. Vladimir de Bock (1850—1899) // BSAC. T. 33. 1994. P. 105—108.
226. Рец. на кн.: Byzantinische Mosaiken aus Jordanien. Wien, 1986 // ВВ. Т. 55 (80). 1994. . 238—239.
227. Рец. на кн.: J. Lafontaine-Dosogne. Textiles coptes des Musées Royaux d’art et d’histoire. Bruxelles, 1988 // Там же. С. 237—238.

### 1995
228. Группа коптских тканей 8-9 веков с редким евангельским сюжетом // ЭЧ памяти В. Ф. Левинсона-Лессинга. СПб. 1995. С. 31-33.
229. Интересный образец коптской керамики // ЭЧ 1986—1994 годов памяти В. Г. Луконина. СПб. 1995. С. 97-100.
230. Коптский погребальный саван первой половины V века // Государственный Эрмитаж. 75 лет отдела Востока. Материалы юбилейной сессии. СПб. 1995. С. 18-21. (Инф.: СГЭ. 2001. 59. С. 187)
231. Коптская ткань с изображением «Суда Соломона» // ВВ. Т. 56 (81). 1995. С. 292—297.
232. Новые сведения о последнем поступлении в Россию памятников из Египта // ЭЧ памяти Б. Б. Пиотровского. СПб. 1995. С. 21-22. (Инф.: СГЭ. 2001. 59. С. 182)
233. Об изображениях монахов в монастырских комплексах Египта (К вопросу о связях росписей с литургией) // Византинороссика. Труды Санкт-Петербургского общества византино-славянских исследований. Серия 2: Коллоквиум. Т. I. Литургия, архитектура и искусство византийского мира. Труды XVIII Международного конгресса византинистов (Москва, 8-15 августа 1995 года) и другие материалы, посвященные памяти о. Иоанна Мейендорфа. СПб. 1995. С. 243—251.
234. О двух коптских тканях-близнецах VIII века из Лувра // ЭЧ 1986—1994 годов памяти В. Г. Луконина. СПб. 1995. С. 178—182.
235. Проблемы коптского искусства // СГЭ. Вып. 61. 1995. С. 101—102.
236. Уникальная коптская ткань VII—VIII вв. с ветхозаветным сюжетом // ЭЧ 1986—1994 годов памяти В. Г. Луконина. СПб. 1995. С. 233—234.
237. Шелка из Египта с редким библейским сюжетом // Византия и Крым. Проблемы городской культуры. Тезисы докладов VIII научных Сюзюмовских чтений. Севастополь, 25 августа — 3 сентября 1995 г. Екатеринбург. 1995. С. 32-33.
238. De certaine monuments coptes de l’Ermitage (Saint-Petersburg) // Jahrbuch für Antike und Christentum Ergänzungsband, 20, 2. Akten des XII. Internationalen Kongresses fűr christlische Archäologie. Bonn, 22.-28. Septembr 1991. Teil. 2. Műnster. 1995. P. 889—891.
239. Einige koptische Bronzekreuze aus der Ermitagesammlung // GM. Heft 149. 1995. P. 53-62.
240. La première exposition copte en Russie // ChBC-EC, IV. 1995. P. 63-74.
241. Le tissu copte de la Galerie Nationale à Erévan (Arménie) // GM. Heft 145. 1995. P. 71-77.
242. New Material in respect of Monuments entering to Russia from Egypt early in the XXth Century // GM. Haft 147. 1995. P. 61-69.
243. Two unknown Documents signed by Gaston Maspero // Seventh International Congress of Egyptologists. Cambridge, 3-9 September 1995. Abstracts of Papers. Oxford. 1995. P. 94-95.

### 1996
244. Ветхозаветная тематика в коптском искусстве // ВДИ. № 1. 1996. С. 38-47.
245. Византийский памятник прикладного искусства с коптской тематикой // Научная конференция памяти А. В. Банк. К 90-летию со дня рождения. СПб. 1996. С. 27-30.
246. Ещё одна коптская ткань с эпизодами истории патриарха Иосифа // ЭЧ памяти В. Ф. Левинсона-Лессинга. Краткое содержание докладов. СПб. 1996. С. 40-42.
247. Изображения животных и растений на коптских тканях // Животные и растения в мифоритуальных системах. Материалы научной конференции. Октябрь 1996 г. СПб. С. 43-45.
248. Коптская ткань VI века из собрания Музея исламского искусства в Каире // ЭЧ памяти Б. Б. Пиотровского. СПб. 1996. С. 33-35. (Инф.: СГЭ. 2001. 59. С. 182)
249. Коптские ткани: опыт символического осмысления изображений / Диссертация в виде научного доклада на соискание ученой степени доктора искусствоведения. СПб. 1996. 38 с.
250. Неизвестный памятник армянского ювелирного искусства XV века // Семинар ЮИМК. Тезисы докладов. СПб. 1996. С. 21-22.
251. Новый взгляд на Скеврский триптих 1293 года // Там же. С. 23-24.
252. Стела VI—VII веков из Египта // Византия и византийские традиции. Сборник научных трудов. СПб. 1996. С. 33-40.
253. Церковь св. Григория (1215 г.) в Ани: итоги исследования за 150 лет // Acts XVIIIth International Congress of Byzantine Studies. Selected Papers. Moscow, 1991. Vol. III. Art History, Architecture, Music. Shepherdstown. 1996. С. 423—428.
254. Ägypten — Schätze aus dem Christen am Nil. Katalog zur Ausstellung. Wiesbaden. 1996. S. 79, 161, 219, 309, 338, 340, 342, 363.
255. A propos d’un tissu copte de la collection du Musée Autrichen des arts appliques (inv. № T. 417) // GM. Heft 151. 1996. P. 67— 76.
256. Byzantine Motifs in Coptic Art // Byzantium, Identity, Image, Influence. XIX International Congress of Byzantine Studies. University of Copenhagen, 18-24 August, 1996. Abstracts of Communications. Copenhagen. 1996. № 1241.
257. Egyptian Monuments of the Late Antique and Coptic Periods in the Collections of V.S. Golenischev in St. Petersburg // GM. Heft 153. 1996. P. 57-65.
258. Steinplatten mit grechischen Inschriften in der koptischen Sammlung der Ermitage // 6. Internationaler Koptologenkongress. Münster, 20.-26. Juli 1996. Resümees der Referate. Münster. 1996 (без пагинации).

### 1997
259. Античное наследие в искусстве коптского Египта // ВДИ. № 1. 1997. С. 124—133.
260. В. Г. Бок — коллекционер // ЭЧ памяти В. Ф. Левинсона-Лессинга. Краткое содержание докладов. СПб. 1997. С. 31-35. (Инф.: СГЭ. 2001. 59. С. 184)
261. Греко-римские боги и герои в стране фараонов // Религиозный синкретизм: проблемы теоретического и исторического исследования. IV Санкт-Петербургские религиоведческие чтения. Апрель 1997 г. СПб. 1997. С. 15-16.
262. Египтяне в Византии // Иностранцы в Византии. Византийцы за рубежами своего отечества. Тезисы докладов конференции. Москва, 23-25 июня 1997 г. М. 1997. С. 18.
263. Коптский каменный рельеф V века из собрания Иоганна-Георга, принца Саксонского // ЭЧ памяти Б. Б. Пиотровского. Тезисы докладов. СПб. 1997. С. 38-40. (Инф.: СГЭ. 2001. 59. С. 183)
264. Коптская ткань с изображением пророка Осии // ВВ. Т. 57 (82). 1997. С. 246—248.
265. Т. А. Измайлова (1907—1989) [некролог] // СГЭ. Т. 57. 1997. C.137-138.
266. Ювелирные изделия XVII—XVIII веков армян Кесарии Каппадокийской // Семинар ЮИМК. Тезисы докладов участников третьего коллоквиума. СПб. 1997. С. 30-31.
267. Ювелирное искусство армян в XVI—XX веках. Общая характеристика // Семинар ЮИМК. Тезисы докладов участников четвёртого коллоквиума. СПб. 1997. С. 30-31.
268. Bronzene Weihrauchgefäße und Lampen aus Ägypten aus Sammlungen der Ermitage (St.-Petersburg) // GM. Heft 159. 1997. P. 65-73.
269. Ein einzigartiges Beispiel der koptische Toreutik aus den Sammlungen der Ermitage // GM. Heft 160. 1997. P. 43-48.
270. Рец. на кн.: A. De Moor (ed.). Koptisch Textiel vit Vlaamse privéverzzamelingen. Zottegem, 1993 // ВВ. Т.57 (82). 1997. С. 328—329.
271. Рец. на кн.: A. Mirzoyan. Le reliquaire Skevra. New York, 1993 // Там же. С. 326—328.
272. Рец. на кн.: H. Zaloscer. Zur Genes der koptische Kunst. Ikonographische Beiträge. Wien, Köln, Weimar, 1991 // Там же. С. 318—320.

### 1998
273. Два неизвестных документа за подписью Г. Масперо // ВДИ. № 1. 1998. С. 117—124.
274. Греческая криптограмма в коптском памятнике [ инв. № ] 18347 из Государственного Эрмитажа // ЭВ. Вып. 25. 1998. С. 26-28.
275. Заметки об одной росписи в «часовне 6» монастыря аввы Аполлона в Бауите // ЭЧ памяти В. Ф. Левинсона-Лессинга. Краткое содержание докладов. Спб. 1998. С. 36-38.
276. Изделия золотых и серебряных дел мастеров России и Западной Европы в Особой кладовой отдела Востока Эрмитажа // Семинар ЮИМК. Тезисы докладов участников пятого коллоквиума. СПб. 1998. С. 43-45.
277. Изделия коптских переплетных дел мастеров // Семинар ЮИМК. Тезисы докладов участников шестого коллоквиума. СПб. 1998. С. 34-36.
278. Коптская ткань VIII—IX веков с редким евангельским сюжетом из собрания Эрмитажа // ПКНО. Ежегодник, 1997. М. 1998. С. 392—397.
279. Коптские ткани с изображением византийского императора // Византийское государство в IV—XV вв. Центр и периферия. Тезисы докладов XV Всероссийской научной сессии византинистов. Барнаул, 29 мая — 2 июня 1998 г. Барнаул. 1998. С. 20-23.
280. Керамическая тарелка фатимидской эпохи с христианским сюжетом // Историко-культурные связи Причерноморья и Средиземноморья X—XVIII вв. по материалам поливной керамики. Ялта, 25-29 мая 1998 г. Симферополь. 1998. С. 114—116.
281. Об изображении персонажа на глиняном блюде из Херсонеса // Античная древность и средние века. Сборник научных трудов. Х-е научные Сюзюмовские чтения «История Византии и византийская археология». Екатеринбург, 25-27 марта 1998 г. Екатеринбург. 1998. С. 251—253.
282. Образы Адама и Евы в коптском искусстве // Церковная археология. Вып. 4. Материалы Всероссийской церковно-археологической конференции, посвященной 150-летию со дня рождения Н. В. Покровского (1848—1917). Санкт-Петербург, 1-3 ноября 1998 г. СПб. 1998. С. 125—127.
283. О двух миниатюрах коптского четвероевангелия из Национальной библиотеки (Copte 13) в Париже // там же. С. 127—130.
284. От языческого убийства к библейскому жертвоприношению (На материале коптских тканей) // ППС. Вып. 98 (35). Сборник памяти Н. В. Пигулевской. СПб. 1998. С. 185—195.
285. Персонификация Святой Церкви в коптском искусстве // Троицкие чтения, 1997. Сборник научных исследований по материалам конференции. Большие Вяземы. 1998. С. 122—132. (Инф.: СГЭ. 2003. 60. С. 219)
286. «Познал Господь Своих» (2 Тим. 2, 19) (Об одной группе египетских погребальных памятников) // Символ в религии. Материалы VI Санкт-Петербургских религиоведческих чтений. Октябрь 1998 г. СПб. 1998. С. 18-20.
287. Христианский (коптский) Египет // Христиане на Востоке. Искусство мелькитов и инославных христиан. Каталог выставки. СПб. 1998. С. 136—169.
288. Эфиопская церковь // Там же. С. 179.
289. Рец. на кн.: P. Bichler. Antike koptische Textilien Österreichischens Privatbesitz. Schallaburg, 1989 // ВВ. Т. 55 (80). С. 238—239.
290. Рец. на кн.: A. Lidov. The mural Paintings of Akhtala. Moscow, 1991 //Там же. С. 239—240.

### 1999
291. Ещё раз о фрагментах «шелков из Шелля» (проблемы происхождения, датировки и реконструкции изображений) // ВВ. Т. 58 (83). 1999. С. 186—193.
292. Какими календарями и системами летосчисления пользовались жители Египта в эллинистический и коптский периоды // Время и календарь в традиционной культуре. Тезисы докладов Всероссийской научной конференции. СПб. 1999. С. 52-55.
293. Каменный рельеф с изображением ангела из собрания Новой Карлсбергской Глиптотеки в Копенгагене // ЭЧ памяти Б. Б. Пиотровского. Тезисы докладов. СПб. 1999. С. 35-38. (Инф.: СГЭ. 2003. 60. С. 217)
294. Коптские памятники с изображением «Похищения Европы» // ВДИ. № 2. 1999. С. 50-60.
295. Коптские ткани: опыт символического осмысления изображений // Отчет Государственного Эрмитажа. 1997—1998. СПб. 1999. С. 25.
296. Коптские ткани со сценой из «Протоевангелия Иакова» // Византия и христианский Восток. Научная конференция памяти А. В. Банк. Тезисы докладов. СПб. 1999. С. 25-28. (Инф. : СГЭ. 2003. 60. С. 230)
297. Музейный работник, коллекционер, ученый // Копты: религия, культура, искусство. Научная конференция памяти В. Г. Бока (1850—1899). Тезисы докладов. СПб. 1999. С. 5-8. (Инф.: СГЭ. 2003. 60. С. 231)
298. Образ святого апостола и евангелиста Марка в коптском искусстве // Там же. С.20-23. (Инф.: СГЭ. 2003. С. 231)
299. Образ святой Феклы в коптском искусстве // ЭЧ памяти В. Ф. Левинсона-Лессинга. Краткое содержание докладов. СПб.1999. С. 48-51.
300. О двух древнеегипетских мотивах на коптских тканях // Мероэ. Страны северо-восточной Африки и Красноморского бассейна в древности и раннем средневековье. Проблемы истории, языка и культуры. Вып. 5. Памяти Г. М. Бауэра. М. 1999. С. 127—131.
301. О редких эпитафиях коптских надгробий // Сакральные тексты в истории культуры. Материалы VIII Санкт-Петербургских религиоведческих чтений. Октябрь 1999 г. СПб. 1999. С. 11-12.
302. Памятник прикладного искусства Эфиопии XVIII века // СГЭ. Вып. 57. 1999. С. 51-53.
303. Памятники резьбы по кости в коптском собрании. Из истории коллекции. СПб. 1999. 11 с.
304. Сокровища египетских пустынников. Памятники коптского искусства и письменности в собрании Эрмитажа. СПб. 13 с.
305. Талисман V—VI вв. из Египта в собрании Государственного Эрмитажа // ПКНО. Ежегодник, 1998. М. 1999. С. 449—450.
306. Ein koptischer Stoff des 8. Jh. aus dem Germanischen Nationalmuseum, Nűrenberg // GM. Heft 173. 1999. S. 127—132.

### 2000
307. Ампулы св. Мины. Об иконографии евлогий // Реликвии в искусстве и культуре восточно-христианского мира. Тезисы докладов и материалы Международного симпозиума. М. 2000. С. 55-56.
308. Античный или библейский герой представлен на коптской ткани из Музея тканей в Лионе? // ЭЧ 1995—1999 годов памяти В. Г. Луконина. СПб. 2000. С. 14-18. (Инф.: СГЭ. 2001. 59. С. 184)
309. Армянские деревянные штампы для евхаристических хлебов // «Христианский мир: религия, культура, этнос». Материалы научной конференции. Санкт-Петербург, декабрь 2000 г. СПб. 2000. С.224-225.
310. Вклад коптов в сокровищницу христианского искусства // Древний Египет и христианство (К 2000-летию христианства). Материалы научной конференции. Москва, 30 октября — 2 ноября 2000 г. М. 2000. С. 58-61.
311. Деревянное резное панно из Музея икон в Реклингхаузене // Государственный Эрмитаж. Отделу Востока 80 лет. Тезисы докладов юбилейной научной конференции. СПб. 2000. С. 16-18. (Инф.: СГЭ. 2003. 60. С. 239)
312. Житийные сцены св. апостола и евангелиста Марка на костяных пластинах «группы Градо» // Семинар ЮИМК. Тезисы докладов участников седьмого коллоквиума. Санкт-Петербург, 8-14 апреля 1999 г. СПб. 2000. С. 43-45.
313. Изделия русских золотых и серебряных дел мастеров в сокровищнице Эчмиадзинского кафедрала // Там же. С. 41-43.
314. Коптологическая конференция в Государственном Эрмитаже. Санкт-Петербург, 29-30 сентября 1999 г. // ВДИ. № 2. 2000. С. 202.
315. Коптская ткань V века с изображением египетского бога // ЭЧ памяти Б. Б. Пиотровского. Тезисы докладов. СПб. 2000. С. 26-29. (Инф.: СГЭ. 2003. 60. С. 218)
316. Коптская ткань с изображением притчи из «Повести о Варлааме и Иоасафе» // ВВ. Т. 59 (84). 2000. С. 222—225.
317. Coptica Hermitagiana. К 100-летию коптской коллекции Эрмитажа. Сборник материалов. СПб. 2000. 184 с. (составитель и научный редактор) [рец. Ю. В. Трубинов // ВДИ. № 3. 2001. С. 210—211; рец. А. Л. Хосроева // ВВ. Т. 62 (87). С. 190—191].
318. Малоизвестный памятник коптской металлопластики из собрания Эрмитажа // ВДИ. № 2. С. 199—202.
319. Об одной группе росписей VI—IX вв. в часовнях Бауита // СН. С. 69-92.
320. Об одной особенности «часовни Мира» в эль-Багавате // ЭЧ памяти В. Ф. Левинсона-Лессинга. Краткое содержание докладов. СПб. 2000. С. 53-55.
321. Образ архимандрита Шенуте в литературе и искусстве коптов // К 2000-летию христианства. Византийский мир: искусство Константинополя и национальные традиции. Тезисы докладов Международной конференции. Москва, 17-19 октября 2000 г. СПб. 2000. С. 27-30.
322. О персонификациях Мира, Правосудия и Молитвы в росписи «часовни Мира» в эль-Багавате // ЭЧ 1995—1999 годов памяти В. Г. Луконина. СПб. 2000. С. 173—181. (Инф.: СГЭ. 2003. С. 219)
323. Первая коптская выставка в Эрмитаже // СH. C. 56-69.
324. Ткань с изображением Эйале — уникум или подделка? // ЭЧ 1995—1999 годов памяти В. Г. Луконина. СПб. 2000. С. 107—110. (Инф.: СГЭ. 2001. 59. С. 184).
325. Эфиопский металлический крест из собрания Эрмитажа // Христианство на Африканском Роге. Материалы конференции. Москва, 21-22 марта 2000 г. М. 2000. С. 16.
326. Ein «koptisches» Denkmal der Steinskulptur // GM. Heft 174. 2000. S. 65-69.
327. Wen stellen dir Wandwalereien in der Exodus-Kapell von El-Bagavat dar? // The 7th International Congress of Coptic Studies. 27 August — 2 September 2000. Abstracts of Papers. Leiden University. Leiden. 2000. P. 60.
328. Рец. на кн.: N. Bažantová. Sbirka textilii // Ze zbrek bývaleho Kondakova institutu. Ikony, koptské textilie. Praze, 1995 (s. 86-104) // ВВ. Т. 59 (84). 2000. С. 284—285.

### 2001
329. Вклад Н. П. Кондакова в изучение коптского искусства // Никодим Павлович Кондаков. 1844—1925. Личность, научное наследие, архив. К 150-летию со дня рождения. Palace Editions. 2000. С. 68-71.
330. Герои трагедий Еврипида на коптских тканях // ВДИ. № 3. 2001. С. 128—140.
331. К вопросу об отражении догматики в литургических предметах (Коптские просфоры в собрании Эрмитажа) // Восток-Россия-Запад: мировые религии и искусство. Международная научная конференция. Тезисы докладов. СПб. 2001. С. 80-83.
332. Коптская ткань из Музея Алларда Пирсона в Амстердаме // ЭЧ памяти Б. Б. Пиотровского. Тезисы докладов. СПб. 2001. С. 30-32.
333. «Любовь — привратница бессмертия» (Об одном христианском рельефе с языческим сюжетом) // Смысл мифа: мифология в истории и культуре. К 90-летию со дня рождения проф. М. И. Шахновича. Серия «Мыслители». Вып. № 8 [Санкт-Петербургское философское общество ]. СПб. 2001. С. 140—142.
334. Образ пророка Моисея в коптском искусстве // Взаимоотношения религиозных конфессий в многонациональном регионе: история и современность. Третья Международная Крымская конференция по религиоведению. Севастополь, 22-24 мая 2001 г. Тезисы докладов и сообщений. Севастополь. 2001. С. 19.
335. О главном персонаже на «сасанидо-коптских» тканях-двойниках из Антинои // Культура и искусство христиан-негреков. Научная конференция памяти А. В. Банк. Тезисы докладов. СПб. 2001. С. 21-25.
336. О группе Белореченских памятников торевтики из собрания Эрмитажа // Лавровские (Среднеазиатско-кавказские) чтения 1998—1999 годов. Краткое содержание докладов. [ Музей антропологии и этнографии им. Петра Великого (Кунсткаменра)]. СПб. 2001. С. 110—111.
337. О двух коптских тканях из французских музеев // ЭЧ памяти В. Ф. Левинсона-Лессинга. Краткое содержание докладов. СПб. 2001. С. 26-29.
338. Паломнический центр Абу Мина и его памятники (По материалам коптской коллекции Эрмитажа) // Пилигримы. Историко-культурная роль паломничества. Сборник научных трудов. СПб. 2001. С. 18-29.
339. Результаты атрибуции и реставрации нескольких фрагментов коптских тканей IV—V веков // СГЭ. Вып. 59. 2001. С. 49-53 (в соавторстве с Г. Г. Федоровой).
340. Труды М. Э. Матье по коптологии // История и культура древнего и раннехристианского Египта. Материалы научной конференции, посвященной 100-летию со дня рождения М. Э. Матье и М. А. Коростовцева. Москва, 13-15 декабря 2000 г. М. 2001. С. 16-20.
341. Уникальный памятник резьбы по дереву раннехристианской поры // Вера и ритуал. Материалы VIII Санкт-Петербургских религиоведческих чтений. СПб. 2001. С. 22-24.
342. Фрагмент коптской ткани с древнеегипетским символом // ПКНО. Ежегодник, 2000. М. 2001. С. 390—395.

### 2002
343. Бок // Православная энциклопедия. Т. V.М. 2002. C. 2002 (в соавт. с А. А. Войтенко).
344. Кира Викторовна Корнилович (1917—1973) // Российская академия художеств. Санкт-Петербургский государственный академический институт живописи, скульптуры и архитектуры имени И. Е. Репина. / Факультет теории и истории искусств. 1937—1997. Часть II. СПб. 2002. С. 19-21.
345. Коптская Сивилла // ЭЧ памяти В. Ф. Левинсона-Лессинга. Краткое содержание докладов. СПб., 2002. С. 66-72.
346. К 100-летию выхода в свет «Материалов по археологии христианского Египта» В. Г. Бока // ВДИ. 2002. № 3. С. 238—239.
347. Об одной группе бытовых изделий коптских мастеров // ЭЧ памяти Б. Б. Пиотровского. Тезисы докладов. СПб. 2002. С. 44-48.
348. Об одном изобразительном мотиве «часовни Исхода» в некрополе Эль-Багават // ПКНО. Ежегодник 2001. М., 2002. С. 190—194.
349. Об особенностях трактовки образов Спасителя, апостола Петра и евангелиста Марка в некоторых миниатюрах Евангелия «Вехапар» // Этническое единство и специфика культур. Материалы Первых Санкт-Петербургских этнографических чтений. СПб., 2002. С. 14-15.
350. Памяти учителя // Ферапонтовский сборник. VI. М., 2002. С. 385—388.
351. Первое совершенное Христом чудо на памятниках коптского искусства // История и языки Древнего Востока: памяти И. М. Дьяконова. СПб. 2002. С. 119—124.
352. Почитание святого мученика Коллуфа в долине Нила // Культурное наследие Египта и Христианский Восток (Материалы международных научных конференций). Вып. I. М., 2002. С. 129—134.

### 2003
- 353. Выставка коптского искусства и письменности в Эрмитаже // ВВ. 2003. Т. 62 (87). С. 226—229.
- 354. Два памятника коптской коллекции Эрмитажа: Фрагмент бронзового канделябра VI века // СГЭ. Т. 60. 2003. С.84-86.
- 355. Два памятника коптской коллекции Эрмитажа: Стела VI—VII веков // СГЭ. Т. 60. 2003. С. 86-87.
- 356. Две ткани VIII века из Эрмитажа с изображением святого Сисиния // ВВ. 2003. Т. 62 (87). С. 170—175.
- 357. Коптские памятники с изображением одной из героинь «Метаморфоз» Овидия // ВДИ. 2003. № 4. С. 169—177.
- 358. Научная конференция «Копты: религия, культура, искусство» // СГЭ. Т. 60. 2003. С. 230—231.
- 359. Об одной коптской ткани с любовной сценой // ПКНО. Ежегодник 2002. М., 2003. С. 454—458.
- 360. О персонажах, украшающих сосуд из Абидоса // ЭЧ памяти Б. Б. Пиотровского. Тезисы докладов. СПб., 2003. С. 33-37.
- 361. Сокровища египетских пустынников (Памятники коптского искусства и письменности) // СГЭ. Т. 60. 2003. С. 146—147.
- 362. Штрихи к творческому портрету современного коптского живописца Исаака Фану // ЭЧ памяти В. Ф. Левинсона-Лессинга. Краткое содержание докладов. СПб., 2003. С. 55-59.

### 2004 год.
- 363. Заседание, посвященное 100-летнему юбилею выхода в свет посмертного труда хранителя Эрмитажа Владимира Георгиевича Бока (1850—1899) «Материалы по археологии христианского Египта» // СГЭ. Вып. 61. 2004. С. 223—224.
- 364. Изображение персидского царя на коптских тканях // ПКНО. Ежегодник 2003. М. 2004. С. 532—537.
- 365. К вопросу о еврейских влияниях на коптскую живопись (на примере одной из сцен росписи V века «Часовни Мира» в эль-Багавате // ЭЧ памяти Б. Б. Пиотровского. Сб. докладов. СПб., 2004. С. 45-54.
- 366. Коптская резная панель со сценой «Рождество Христово» из церкви Абу Сарга в Каире // Византия в контексте мировой истории. Материалы научной конференции, посвященной памяти А. В. Банк. СПб., 2004. С. 59-68.
- 367. Коптские ткани с изображением персонификаций месяцев // СГЭ. Т. 61. 2004. С. 69-71.
- 368. Научное заседание, посвященное 135-летию со дня рождения Б. А. Тураева (11 июня 2003 г., Санкт-Петербург) // ВДИ. 2004. № 1. С. 254—255.
- 369. Об образе патриарха Иакова в росписи «часовни Мира» в эль-Багавате // Культурное наследие Египта и христианский Восток. Вып. 2. М. 2004. С. 271—278.
- 370. О коптской «стеле с символическим изображением» из Луксора // ЭЧ памяти В. Ф. Левинсона-Лессинга. Материалы конференции. СПб. 2004. С. 68-74.
- 371. О сцене на коптской ткани V века из Стэнфорда (США) // Уходя, оставить свет… Памяти Евгения Владиславовича Зеймаля. Сб. статей. СПб., 2004. С. 75-79.
- 372. Предполагаемый мастер серебряного оклада русской иконы из музея Женевы // Семинар ЮИМК. Тезисы докладов участников тринадцатого коллоквиума (12-18 апреля 2004 года). СПб., 2004. С. 52-54.
- 373. Роль образа святой первомученицы Фёклы в росписи «часовни Исхода» в эль-Багавате // ВВ. 2004. Т. 63 (88). С. 226—231.
- 374. Сокровища коптской коллекции Государственного Эрмитажа / Каталог. СПб., 2004. 120 с., 283 номера.
- 375. Die Gestalt «unseren Vaters Adam» auf den Fresken von Baouît // 8e Congrès International ďétudes coptes. Paris, 28 juin — 3 juillet 2004 / Résumés des communications. Institut ďArt et ďArchélogie de la Sorbonne. Institut Catolique. 2004. 1 с. (без пагинации).

### 2005
- 376. Изучение коптского искусства учёными России. Историко-библиографический обзор. СПб. 2005. 93 с., 9 ил.
- 377. Коптский глиняный талисман с изображением праведника // СГЭ. 2005. Вып. 63. С. 92-93.
- 378. Научное заседание, посвященное 135-летию со дня рождения академика Б. А. Тураева // СГЭ. 2005. Вып. 63. С. 203—204
- 379. Об одном из персонажей росписи склепа Феодосии близ Антиноэ // ЭЧ памяти Б. Б. Пиотровского. Сб. докладов. СПб. 2005. С. 46-54.
- 380. Рукопись конспекта лекции Я. И. Смирнова «Александрийское и коптское искусство» из архива ИИМК РАН // ЭЧ памяти В. Ф. Левинсона-Лессинга. Материалы конференции. СПб. 2005. С. 117—127.
- 381. Уникальный образ библейского Давида в росписи часовни XXII Бауита // Предметный мир религий / Материалы XII Санкт-Петербургских религиоведческих чтений. СПб. 2005. С. 75-77.
- 382. Фрагмент коптской расписной керамики с библейским с южетом // ПКНО. Ежегодник 2004. М. 2005. С. 269—271.
- 383. Эрмитажная коптская ткань из собрания Н. П. Лихачева // ВИД. Вып. XXIX. СПб. 2005. С. 40-49.

### 2006
- 384. Деревянное резное панно из церкви Абу Сарга в Каире // Сб. памяти А. В. Банк
- 385. Коптская ткань с изображением Комюса // СГЭ. [Вып.] 64. 2006. С. 39-41.
- 386. Образ Иофора в росписи «часовни Исхода» в эль-Багавате // Proceedings of 21st International Congress of Byzantine Studies. London, 21-26 August 2006. Ashgate. 2006. С. 287—289.
- 387. О замысле росписи «часовни Мира» в эль-Багавате // ХВ. Т. 4 (Х). Новая серия. М., СПб. 2006. С. 177—190.
- 388. О происхождении одного иконографического мотива в христианском искусстве // Византия в контексте мировой культуры. Научная конференция, посвященная столетию со дня рождения Алисы Владимировны Банк (1906—1984). Тез. докладов. СПб. 2006. С. 17-18.
- 389. Фрагмент коптской расписной керамики с библейским сюжетом // ПКНО. Ежегодник 2004. М. 2006. С. 432—436.
- 390. «Symbol of Eternity» on Coptic Tissue // Cultural Heritage of Egypt and Christian Orient. Vol. 3. Moscow. 2006. P. 111—115.

### 2007
- 391. «Александр Македонский. Путь на Восток» / Каталог временной выставки. СПб. 2007. С. 257 — вст. ст. к разделу «Коптский Египет: античная традиция на христианском Востоке». С. 261—273 (№ 298—310) — 13 каталожных описаний.
- 392. Коптская ткань с изображением древнегреческого философа Диогена // ВИД. ХХХ. СПб. 2007. С. 31-44.
- 393. Об одной композиции на троне архиепископа Равенны Максимиана (546—556 гг.) // Музей, общество, религия / XIV Санкт-Петербургские религиоведческие чтения. 20-24 ноября 2007 года. СПб. 2007. С. 10-11.
- 394. О подборе эпизодов «Истории Иосифа» на коптских тканях // ТГЭ, XXXIII. Из истории мирового искусства. Памяти Бориса Алексеевича Зернова (1928—2003). СПб. 2007. С. 15-30.
- 395. Орнамент в коптском искусстве // Центральный музей древнерусской культуры и искусства имени Андрея Рублева. Орнамент в изобразительном искусстве и архитектуре средневековья. Византия и поствизантийский мир, христианский и мусульманский Восток, латинский Запад. 8 октября 2007 года. Тезисы докладов. М. 2007. С. 5-6.
- 396. The Image of Jethro in the Exodus Chapel al al-Bagawat // Cultural Heritage of Egypt and Christian Orient. Vol. 4. Moscow. 2007. P. 145—146.

### 2008
- 397. Коптский памятник резьбы по кости в собрании Эрмитажа // СГЭ. [Вып.] 66. СПб. 2008. С. 54-56 (в соавторстве с К. Ф. Никитиной).
- 398. Образ «нашего отца Адама» в росписи часовни XLI в Бауите // ПКНО. Ежегодник 2006. М. 2008. С. 524—528.
- 399. О происхождении одного иконографического мотива в христианском искусстве // ТГЭ. XLII. Византия в контексте мировой культуры. К 100-летию со дня рождения Алисы Владимировны Банк. 1906—1984. Материалы конференции. СПб. 2008. С. 361—368.
- 400. О сюжете на коптской ткани Музея Польди Пеццоле в Милане // ТГЭ. XXXIX. ЭЧ памяти В. Г. Луконина. 2000—2006. СПб. 2008. С. 88-92.
- 401. По поводу одного отрывка из Евангелия от Луки // Там же. С. 93-94.
- 402. Почему Давид не воспользовался доспехами Саула // Там же. С. 95-100.
- 403. Страница отечественной коптологии. История издания книги М. Э. Матье и К. С. Ляпуновой «Художественные ткани коптского Египта» // СГЭ. [Вып.] 66. СПб. 2008. С. 121—126.
- 404. Уникальный памятник коптской скульптуры из Саккары // ТГЭ. ХХХІХ. ЭЧ памяти В. Г. Луконина. 2000—2006. СПб. 2008. С. 101—104.
- 405. Уникальный памятник коптской скульптуры из Саккары (Об одном литературном сюжете в памятнике коптской скульптуры) // ПКНО. Ежегодник 2006. М. 2008. С. 522—523.
- 406. The Composition «The Exodus of Jews from Egypt» in the Dome of a Chapel 80 from the Necropolis of El-Bagawat (Fourth to Fifth Centuries) // 9th International Congress of Coptic Studies. Cairo, September 14-20, 2008. Abstracts. Cairo. 2008. P. 37.

### 2009
- 407. Костяная фигурка обнаженного мужчины из Египта. Результаты реставрации и вопросы идентификации образа // Зберıгання ıсторико-культурноï спадщини. Наука та практика / Науковi доповідi VII Міжнародноï науково-практичноï конференцiï (Київ, 22-24 верусня 2009 року). Київ. 2009. С. 105—113 (в соавторстве с К. Ф. Никитиной).
- 408. О группе бронзовых курильниц из Северо-восточной Африки (середина первого тысячелетия) // ЮИМК. Тезисы докладов участников семнадцатого коллоквиума (14-18 апреля 2009). СПб. 2009. С. 46-49.
- 409. Фрагменты двух коптских тканей VIII—IX веков: ткань с изображением Геракла [с. 36-38]; ткань с изображением Рождества Христова [с. 38-41] // СГЭ. [Вып.] 67. СПб. 2009. С. 35-41.

### 2010
- 410. О сцене Крещения Господня в росписях двух часовен Бауита // ТГЭ. LI. Византия в контексте мировой культуры / Материалы конференции, посвященной памяти Алисы Владимировны Банк. 1906—1984. СПб. 2010. С. 7-17.
- 411. Fragments of Two Coptic Textiles from the 8th-9th Centuries: Fragment with Herakles [р. 35-37]; Fragment with the Nativity [р. 37-38] // RSHM. LXVII. Saint Petersburg. 2010. P. 35-40.

### 2011
- 412. Коптские ткани из музея Училища технического рисования барона Штиглица в Эрмитаже // ТГЭ. LVI. Эрмитажные чтения памяти В. Ф. Левинсона-Лессинга (02.03.1893 — 27.06.1972) 2006—2007 СПб. 2011. С. 148—155.
- 413. От фракийского всадника к святому коптскому коннику (кто из святых всадников изображен на одной из деревянных резных панелей в церкви Абу Сарга в Каире) // ТГЭ. LVII. Балканский сборник. К XXII Международному конгрессу византинистов. София, 22 — 27 августа 2011 года. СПб. 2011. С. 77- 87.

### 2012
- 414. Вспоминая Киру Викторовну Корнилович (1917—1973) // К юбилею ФТИИ Института имени Ильи Репина. 75 лет. СПб 2012 С. 81-85.
- 415. Кармир-Блур. 1939. Комментарий к письму И. М. Дьяконова и Б. Б. Пиотровского // СГЭ [Вып.] LXX СПб 2012 С. 220—224.
- 416. Уникальная коптская ткань с изображением героини трагедии Еврипида «Медея» // EPMHNEIA III. Сфинкс, или мифология бытия. Памяти Е. В. Мавлеева М. 2012 С. 470—474.

### Именной указатель соавторов
Баранов И. А. 1991 г.
Большаков А. О. 1993 г.
Войтенко А. А. 2002 г.
Измайлова Т. А. 1972 г.
Никитина К. Ф. 2008 г., 2009 г.
Федорова Г. Г. 2001 г.

### Принятые сокращения
- ВАА — Вестник архивов Армении (Ереван)
- ВВ — Византийский временник (Москва)
- ВДИ — Вспомогательные исторические дисциплины (Ленинград)
- ВЕУ — Вестник Ереванского Университета (Ереван)
- ВМ — Вестник Матенадарана (Ереван)
- ВОН — Вестник общественных наук Академии наук Армении (Ереван)
- ВЭ — Византиноведение в Эрмитаже (Ленинград)
- ГМИР — Государственный музей истории религии (Санкт-Петербург)
- ДИ — Декоративное искусство (Москва)
- ИФЖ — Историко-филологический журнал Академии наук Армении (Ереван)
- КВ — Кавказ и Византия (Ереван)
- НАА — Народы Азии и Африки (Москва)
- ПКНО — Памятники культуры. Новые открытия (Москва)
- ППС — Православный Палестинский сборник (Санкт-Петербург)
- ПС — Палестинский сборник (Ленинград)
- РЭМ — Русский этнографический музей (Санкт-Петербург)
- СА — Советская археология (Москва)
- СГЭ — Сообщения Государственного Эрмитажа (Санкт-Петербург)
- СИ — Советское искусствоведение (Москва)
- ХВ ― Христианский Восток
- ЭВ — Эпиграфика Востока (Москва)
- ЭЧ — Эрмитажные чтения (Санкт-Петербург)
- ЮИМК — Ювелирное искусство и материальная культура (Санкт-Петербург)
- англ. — английский
- арм. — армянский
- вып. — выпуск
- кн. — книга
- нем. — немецкий
- рец. — рецензия
- русс. — русский
- СПб — Санкт-Петербург
- Т — том
- франц. — французский
- эст. — эстонский
- яз. — язык
- BSAC — Bulletin de la Société d’archéologie copte (Le Caire)
- ChBC — EC — Cahiers de la Bibliothèque Copte — Etudes Coptes (Paris-Louvain)
- CH — Coptica Hermitagiana. К 100-летию коптской коллекции Эрмитажа. Сборник материалов (Санкт-Петербург)
- GM — Göttinger Miszellen. Beiträge zur ägyptologischen Diskussion (Göttingen)
- MC — Le Monde Copte. Revue semestrielle le culture égyptienne (Limoge)
- MS — Macedonian Studies. Quarterly Journal devoted to Macedonian History, Byzantine Studies, Balkan Studies, Culture and Historic Tradition of the Slavs in Southern Europe (Vienna)
- S.l. — без указания места издания
- S.p. — без пагинации
- Vol — volume